# Informationsgut
Als Informationsgut wird in der Medienbetriebslehre, Medientheorie und Medienwirtschaft ein digitales Gut bezeichnet, das Informationen enthält und auf dem Medienmarkt einen Marktpreis besitzt.

## Allgemeines
Den Informationsgütern wird in der Fachliteratur ihr Gütercharakter zugestanden. Die Auffassung des Informationsgutes als Ware steht heute am Ende der Entwicklungen, die Information als Gegenstand ökonomischer Aktivitäten anzusehen. Der Marktwert eines Informationsgutes ergibt sich aus der in ihm enthaltenen Informationen oder seinem Medieninhalt. Ein Informationsgut ist eine inhaltlich definierbare Datenmenge, die von Wirtschaftssubjekten als nutzbringend vermutet wird.
Seitdem die Ökonomen Carl Shapiro und Hal R. Varian 2003 die Informationsgüter als diejenigen Güter bezeichneten, die sich digitalisieren lassen, hat sich die Definition verfestigt, dass Informationsgüter ein digitales Gut sind, das als eigenständiges Produkt oder als Produktbestandteil Gegenstand wirtschaftlicher Transaktionen zwischen einem Anbieter und einem Nachfrager ist.

## Information in den Wirtschaftswissenschaften
Im Wissensmanagement gehört die Information zu einer der Zwischenstufen, die zur Wettbewerbsfähigkeit führen. Erst wenn Daten eine Bedeutung beigemessen wird, werden sie zu Informationen; werden letztere vernetzt, entsteht Wissen. 

In den Wirtschaftswissenschaften spielt Information eine Doppelrolle. Auf der einen Seite ist vollkommene Information ein Grundprinzip der Markteffizienzhypothese. Hier wird angenommen, dass Informationen in Form der Markttransparenz augenblicklich für jeden Marktteilnehmer vollständig und kostenlos zur Verfügung stehen. Auf realen Märkten hingegen ist Information eine Ware, daher wird von Informationsgütern gesprochen. Hier wird Information als prinzipiell beschränkt in Bezug auf Zugang, Kosten, Verfügbarkeit und Vollständigkeit angenommen. In den Wirtschaftswissenschaften besteht also das Problem, sich gleichzeitig mit zwei widersprüchlichen Informationskonzepten auseinanderzusetzen. Wenn Effizienz der dominierende Aspekt einer Analyse ist, wird Kommodifizierung als schädlich angesehen. Wenn hingegen Anreize zu schöpferischer Tätigkeit der dominante Aspekt der Analysen ist, wird der Schutz des Urhebers meist als dominant betrachtet.

## Arten
Informationsgüter können Produkte oder Produktbestandteile sein:
- Digitalisierte Produkte: insbesondere Audio-CDs, E-Books, Filme, Internet-Zeitungen, Computer- und Videospiele, Software oder Webseiten. Die Träger, auf denen die digitalen Daten vorhanden sind (Datenträger wie Bildträger oder Tonträger), stellen die Verkörperung des Informationsguts dar.
- Produktbestandteile: auf GPRS beruhende Navigationssysteme in Kraftfahrzeugen, Versandanzeige und Sendungsverfolgung bei Paketdiensten, Informationen im Electronic Banking.

Zudem kann zwischen statischen und dynamischen Informationsgütern unterschieden werden.
Informationsgüter stehen den materiellen Gütern (wie etwa Kleidung, Lebensmittel oder Möbel) gegenüber.

## Eigenschaften
Die Produktionskosten eines Informationsguts sind meist lediglich bei ihrer ersten Produktion hoch, bei ihrer Vervielfältigung fallen sie nicht mehr oder nur gering an, so dass die Grenzkosten relativ niedrig sind oder gar null betragen. Ihr Produktlebenszyklus ist sehr kurz, weil ihre Aktualität innerhalb von wenigen Stunden oder Tagen schwindet. Der Kundennutzen ist lediglich bei ihrer erstmaligen (und oft einmaligen) Verwendung hoch. Internetgüter haben den Charakter eines öffentlichen Gutes.

## Wirtschaftliche Aspekte
Bereits 1966 betrachtete Erich Kosiol das Informationsobjekt als eigenständiges Gut. Die Kostenstruktur von Informationsgütern weist hohe Fixkosten und geringe Grenzkosten auf. Beim Verkauf werden keine exklusiven Nutzungsrechte übertragen, der Handel mit urheberrechtswidrigen Kopien ist schwer kontrollierbar (Raubkopien). Informationsgüter sind auf dem Rezipientenmarkt nur eingeschränkt marktfähig, weil es beim Konsum keine Rivalität gibt (eine Radiosendung kann von beliebig vielen Hörern verfolgt werden, ohne dass ein anderer Hörer beeinträchtigt wird). Sie können im Informationsfluss beliebig kopiert werden, unterliegen mithin keiner Knappheit. Ausschließbarkeit kann durch einen Marktpreis erreicht werden wie bei Printmedien oder Pay-TV. Bei dem One-to-One-Marketing ist ein Informationsgut genau auf den Kundennutzen abgestimmt. Informationsgüter erfüllen die Voraussetzungen eines (materiellen) Vermögensgegenstandes, so dass sie bei der Bilanzierung aktiviert werden müssen.

## Abgrenzung
Während Informationsgüter stets digitale Güter sind, gelten als Medienprodukte auch alle nicht digitalen Produkte. Analoge Bücher oder Schallplatten sind dementsprechend Medienprodukte, E-Books bzw. Audio-CDs dagegen Informationsgüter. Werden Bücher oder Schallplatten digitalisiert, gehören sie zu den Informationsgütern. Medienprodukte oder Informationsgüter können alternativ verschiedenen Güterklassen angehören. So kann Musik ein öffentliches Gut (kostenloses Open-Air-Konzert) sein, aber auch Klubgut (Eintrittsgeld im Opernhaus) oder privates Gut (Audio-CD oder Schallplatte).